# مدينة الخيران
مدينة الخيران، مدينة من مناطق محافظة الأحمدي في الكويت تقع في جنوب دولة الكويت حيث تبعد 80 كيلو وتبلغ مساحته 13970 هكتارا. ستقوم الدولة بتوزيع منازل وقسائم إلى المواطنين في المنطقة بمساحة 600 متر لكل قسيمة، ويبلغ العدد الإجمالي للمنازل والقسائم الموزعة 35000 قسيمة.